# 加尔达湖群滨代森扎诺
加尔达湖群滨代森扎诺（義大利語：Desenzano del Garda），是意大利布雷西亚省的一个市镇。总面积60.1平方公里，人口26912人，人口密度447.8人/平方公里（2009年）。国家统计（ISTAT）代码为017067。

## 友好城市
- 法國 昂蒂布